# フィロ・ティアティア
フィロ・ティアティア (Filo Tiatia、1971年6月4日 - ) は、ニュージーランド出身のラグビーユニオンの指導者。

## プロフィール
- ニュージーランドウェリントン出身。
- 現役時代のポジションはロック(LO)、フランカー(FL)、ナンバーエイト(No8)。
- 身長193 cm、体重110 kg。
- ニュージーランド代表通算キャップ数は2。

## 来歴
ウェリントンカレッジ、マッセー大学卒業後、ウェリントン、トレビーゾ、ハリケーンズを経て、2002年、トヨタ自動車(現・トヨタヴェルブリッツ)に加入。2006年、退団後、オスプリーズを経て、2011年、現役を引退してトヨタ自動車ヴェルブリッツのコーチに就任。
その後日本代表コーチを経て、2016年、サンウルブズのアシスタントコーチに就任。翌2017年、ヘッドコーチに昇格。
2018年、オークランドのコーチに就任。
2021年、モアナ・パシフィカのアシスタントコーチに就任。

## リンク
- Linkedin Filo Tiatia
- フィロ・ティアティア (@Bullsrhino8) - X（旧Twitter）
- Ultimate Filo Tiatia
- Filo Tiatia Rugby Union
- All Blacks ID=888